# Persone di nome Jean-Marie
| Questa pagina contiene informazioni ricavate automaticamente dalle voci biografiche con l'ausilio del template Bio e di un bot. L'aggiornamento è periodico e automatico e ricostruisce completamente la pagina. Se manca una persona in questa lista, sei pregato di non aggiungerla, ma accertati piuttosto che la sua voce biografica contenga il template Bio e che i dati anagrafici siano correttamente compilati. Se il template Bio manca, inseriscilo tu stesso o, in alternativa, metti l'avviso {{tmp\|Bio}} che ne segnala la mancanza. Se i dati riportati sono sbagliati, correggi direttamente la voce biografica; le modifiche saranno visibili in questa lista entro pochi giorni. Per chiarimenti vedi il progetto antroponimi. La lista contiene solo le 81 persone che sono citate nell'enciclopedia e per le quali è stato implementato correttamente il template Bio. Pagina aggiornata al 16 ott 2024. |

Questa è una lista di persone presenti nell'enciclopedia che hanno il prenome Jean-Marie, suddivise per attività principale.

## Allenatori di calcio(2)
- Jean-Marie Conz, allenatore di calcio e ex calciatore svizzero (Porrentruy, n. 1953)
- Jean-Marie De Zerbi, allenatore di calcio e ex calciatore francese (Bastia, n. 1959)

## Ammiragli(1)
- Jean-Marie Charles Abrial, ammiraglio francese (Réalmont, n. 1879 - Dourgne, † 1962)

## Arcivescovi cattolici(1)
- Jean-Marie du Lau d'Alleman, arcivescovo cattolico francese (Biras, n. 1738 - Parigi, † 1792)

## Astronomi(1)
- Jean-Marie Lopez, astronomo francese

## Attivisti(1)
- Jean-Marie Poli, attivista e politico francese (Argiusta-Moriccio, n. 1957 - Moca-Croce, † 2017)

## Attori(4)
- Jean-Marie Bigard, attore e umorista francese (Troyes, n. 1954)
- Jean-Marie Pallardy, attore, regista e sceneggiatore francese (Alvernia, n. 1940)
- Jean-Marie Patte, attore, drammaturgo e regista teatrale francese (n. 1941)
- Jean-Marie Robain, attore francese (Biard, n. 1913 - Montmorillon, † 2004)

## Attori teatrali(1)
- Collot d'Herbois, attore teatrale, drammaturgo e politico francese (Parigi, n. 1749 - Caienna, † 1796)

## Calciatori(11)
- Jean-Marie Agathine, ex calciatore francese (n. 1979)
- Jean-Marie Amani, ex calciatore ivoriano (Achiékoi, n. 1989)
- Jean-Marie Aubry, ex calciatore e giocatore di beach soccer francese (Forbach, n. 1969)
- Jean-Marie Barat, calciatore francese (Parigi, n. 1892 - Parigi, † 1956)
- Jean-Marie Gbahou, ex calciatore ivoriano (Abidjan, n. 1973)
- Jean-Marie Kouassi, ex calciatore ivoriano (n. 1975)
- Danny Mwanga, ex calciatore congolese (Repubblica Democratica del Congo) (Kinshasa, n. 1991)
- Jean-Marie Nadjombe, calciatore tedesco (Colonia, n. 2001)
- Jean-Marie Pfaff, ex calciatore e allenatore di calcio belga (Lebbeke, n. 1953)
- Jean-Marie Trappeniers, calciatore belga (Vilvoorde, n. 1942 - † 2016)
- Jean-Marie Élise, ex calciatore francese (Lens, n. 1939)

## Cardinali(2)
- Jean-Marie Lustiger, cardinale e arcivescovo cattolico francese (Parigi, n. 1926 - Parigi, † 2007)
- Jean-Marie Villot, cardinale e arcivescovo cattolico francese (Saint-Amant-Tallende, n. 1905 - Città del Vaticano, † 1979)

## Cestisti(1)
- Jean-Marie Jouaret, cestista francese (Castets, n. 1942 - Parigi, † 2023)

## Chimici(1)
- Jean-Marie Lehn, chimico francese (Rosheim, n. 1939)

## Ciclisti su strada(5)
- Jean-Marie Cieleska, ciclista su strada francese (Pompey, n. 1928 - Bourges, † 1998)
- Jean-Marie Goasmat, ciclista su strada francese (Camors, n. 1913 - Pluvigner, † 2006)
- Jean-Marie Grezet, ex ciclista su strada svizzero (Le Locle, n. 1959)
- Jean-Marie Leblanc, ex ciclista su strada, giornalista e dirigente sportivo francese (Nueil-sur-Argent, n. 1944)
- Jean-Marie Wampers, ex ciclista su strada e dirigente sportivo belga (Uccle, n. 1959)

## Criminologi(1)
- Jean-Marie Abgrall, criminologo e scrittore francese (Tolone, n. 1950)

## Critici d'arte(1)
- Jean-Marie Schaeffer, critico d'arte e filosofo francese (n. 1952)

## Designer(1)
- Jean-Marie Massaud, designer e architetto francese (Tolosa, n. 1966)

## Direttori della fotografia(1)
- Jean-Marie Dreujou, direttore della fotografia francese (Tours, n. 1959)

## Dirigenti sportivi(1)
- Jean-Marie Balestre, dirigente sportivo francese (Saint-Rémy-de-Provence, n. 1921 - Saint-Cloud, † 2008)

## Drammaturghi(1)
- Jean-Marie Besset, drammaturgo francese (Carcassonne, n. 1959)

## Fumettisti(1)
- Jean-Marie Nadaud, fumettista francese (Parigi, n. 1946 - Draveil, † 2006)

## Generali(3)
- Jean Bergeret, generale e politico francese (Gray, n. 1895 - Neuilly-sur-Seine, † 1956)
- Jean Marie Joseph Degoutte, generale francese (Charnay, n. 1866 - Charnay, † 1938)
- Jean de Lattre de Tassigny, generale francese (Mouilleron-en-Pareds, n. 1889 - Parigi, † 1952)

## Giuristi(1)
- Jean-Marie Pardessus, giurista francese (Blois, n. 1772 - Vineuil, † 1853)

## Ingegneri(1)
- Jean-Marie Luton, ingegnere francese (Chamalières, n. 1942 - Parigi, † 2020)

## Matematici(1)
- Jean-Marie Duhamel, matematico, fisico e insegnante francese (Saint-Malo, n. 1797 - Parigi, † 1872)

## Medici(1)
- Jean-Marie Léon Dufour, medico e naturalista francese (Saint-Sever, n. 1780 - Saint-Sever, † 1865)

## Militari(1)
- Jean-Marie Saisset, militare e politico francese (Parigi, n. 1810 - Parigi, † 1879)

## Nuotatori(1)
- João Havelange, nuotatore, pallanuotista e dirigente sportivo brasiliano (Rio de Janeiro, n. 1916 - Rio de Janeiro, † 2016)

## Piloti di rally(1)
- Jean-Marie Cuoq, pilota di rally francese (Borée, n. 1967)

## Politici(10)
- Jean-Marie Bockel, politico francese (Strasburgo, n. 1950)
- Jean-Marie Cavada, politico francese (Épinal, n. 1940)
- Jean-Marie Dedecker, politico belga (Nieuwpoort, n. 1952)
- Jean-Marie Doré, politico guineano (Bossou, n. 1938 - Conakry, † 2016)
- Jean-Marie Guéhenno, politico e diplomatico francese (Parigi, n. 1949)
- Jean-Marie Le Chevallier, politico francese (Sceaux, n. 1936 - La Chapelle-Hermier, † 2020)
- Jean-Marie Musy, politico svizzero (Albeuve, n. 1876 - Friburgo, † 1952)
- Jean-Marie Roland, politico e economista francese (Thizi, n. 1734 - Bourg-Beaudouin, † 1793)
- Jean-Marie Taubira, politico francese (Cayenna, n. 1950)
- Jean-Marie Tjibaou, politico e attivista francese (Hienghène, n. 1936 - Ouvéa, † 1989)

## Presbiteri(5)
- Jean-Marie Benjamin, presbitero, compositore e regista francese (Salon-de-Provence, n. 1946)
- Jean-Marie Gantois, presbitero belga (Watten, n. 1904 - † 1968)
- Jean-Marie de La Mennais, presbitero francese (Saint-Malo, n. 1780 - Ploërmel, † 1860)
- Jean-Marie Mate Musivi Mupendawatu, presbitero della Repubblica Democratica del Congo (Lubero, n. 1955)
- Giovanni Maria Vianney, presbitero francese (Dardilly, n. 1786 - Ars-sur-Formans, † 1859)

## Registi(3)
- Jean-Marie Poiré, regista, attore e produttore cinematografico francese (Parigi, n. 1945)
- Straub e Huillet, regista e sceneggiatore francese (Metz, n. 1933 - Rolle, † 2022)
- Jean-Marie Teno, regista camerunese (n. 1954)

## Religiosi(1)
- Jean-Marie de La Marque de Tilladet, religioso e abate francese (Castello di Tilladet, n. 1650 - Versailles, † 1715)

## Rugbisti a 15(1)
- Jean-Marie Cadieu, ex rugbista a 15 francese (Tulle, n. 1963)

## Schermidori(1)
- Jean-Marie Banos, ex schermidore canadese (Lavelanet, n. 1962)

## Scrittori(3)
- Jean-Marie Drot, scrittore francese (Nancy, n. 1929 - Chatou, † 2015)
- Jean-Marie Gustave Le Clézio, scrittore francese (Nizza, n. 1940)
- Jean-Marie Rouart, scrittore, saggista e giornalista francese (Neuilly-sur-Seine, n. 1943)

## Scultori(1)
- Jean-Marie Bonnassieux, scultore francese (Panissières, n. 1810 - Parigi, † 1892)

## Semiologi(1)
- Jean-Marie Floch, semiologo francese (Montgeron, n. 1947 - Parigi, † 2001)

## Sociologi(1)
- Jean-Marie Guyau, sociologo e poeta francese (Laval, n. 1854 - Mentone, † 1888)

## Speleologi(1)
- Jean-Marie Chauvet, speleologo francese (n. 1953)

## Vescovi cattolici(3)
- Jean-Marie Benoît Balla, vescovo cattolico camerunese (Oweng, n. 1959 - Ebebda, † 2017)
- Jean-Marie Le Vert, vescovo cattolico francese (Papeete, n. 1959)
- Jean-Marie Lovey, vescovo cattolico svizzero (Orsières, n. 1950)

## Violinisti(2)
- Jean-Marie Auberson, violinista e direttore d'orchestra svizzero (Chavornay, n. 1920 - Draguignan, † 2004)
- Jean-Marie Leclair, violinista e compositore francese (Lione, n. 1697 - Parigi, † 1764)